# Eau glycolée
L'eau glycolée est une eau de réseau à laquelle on a ajouté un pourcentage de glycol (par exemple 20 %) afin que cette eau ne puisse geler, même si elle est stagnante. Le glycol est de l'éthylène glycol ou du propylène glycol. Le mélange est utilisé à des températures négatives car il a l'avantage d'abaisser le point de fusion de l'eau ou à des températures élevées car il réduit la pression de vapeur à haute température. En particulier l'eau glycolée utilisée  dans un réseau de chauffage ou de climatisation qui passe par l'extérieur ne risque pas de geler,  même si elle n'est pas en mouvement,.

## Composition

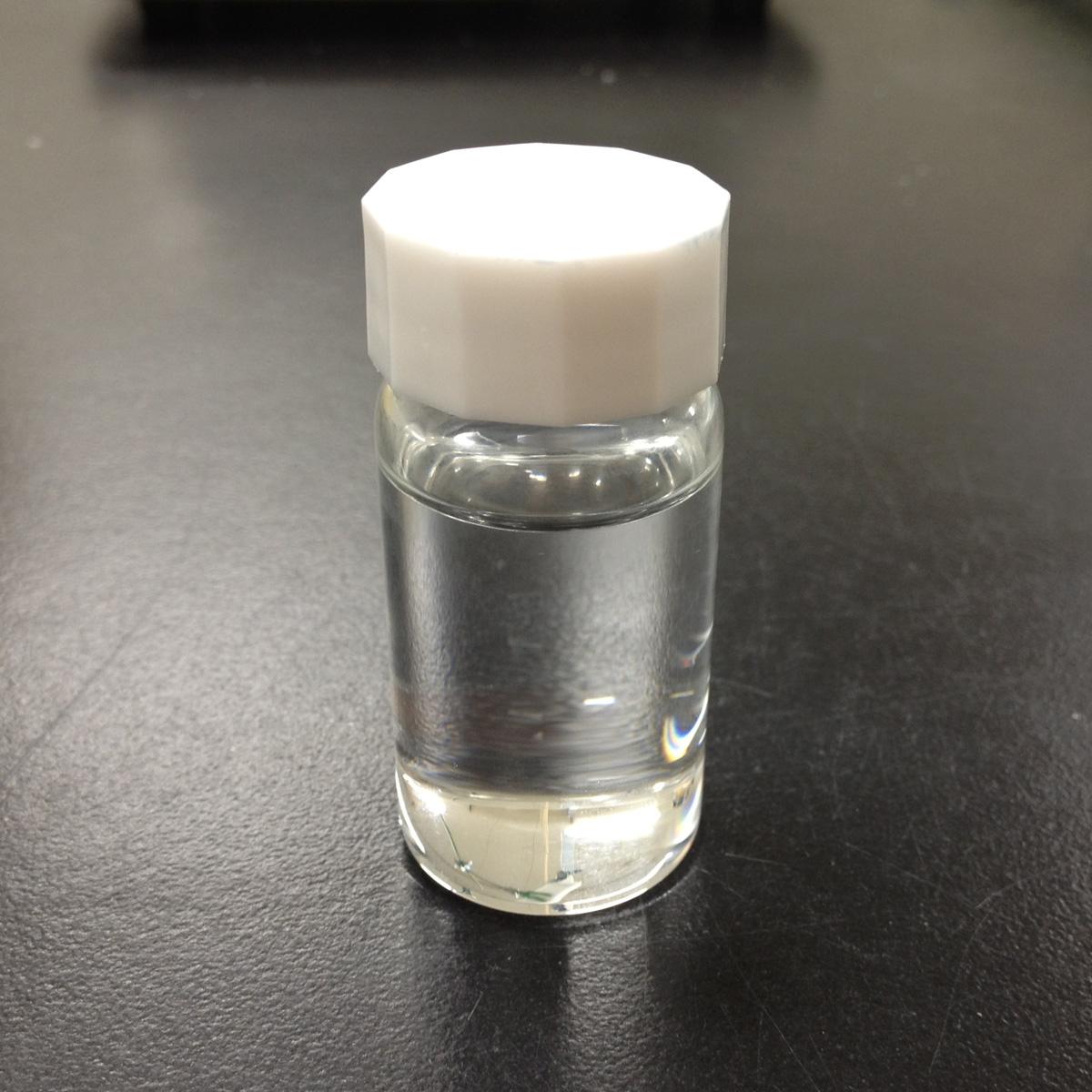
Echantillon d'éthylène glycol

L'eau glycolée est composé d'un mélange d'eau et de glycol, qui est de l'éthylène glycol ou du propylène glycol. 

### Fluide thermique
L'eau glycolée est employée  comme fluide caloporteur encore appelé fluide thermique.  

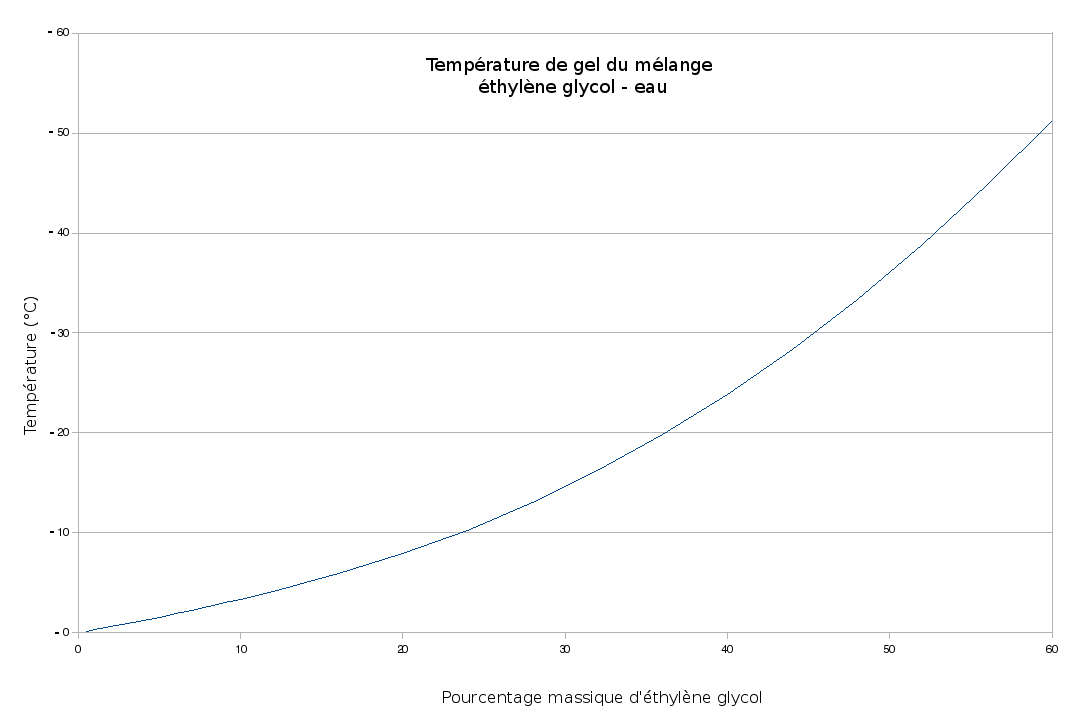
Température de fusion du mélange éthylène glycol - eau selon la concentration

Il existe d'autres fluides thermiques à base d'eau comme la saumure, qui est une solution aqueuse de chlorure de sodium, mais la corrosion des tuyauteries et des équipements par les chlorures en limite strictement l'usage aux basses températures. 

## Applications
L'eau glycolée peut être utilisée à des températures négatives comme à des températures élevées. L'addition de glycol a pour avantage d'abaisser le point de fusion de l'eau et de réduire la pression de vapeur à haute température. Une eau glycolée à 20 % de glycol ne se solidifie pas malgré une température extérieure de -15 °C.  
L'eau glycolée est utilisée : 
- dans les installations frigorifiques dont la production est inférieure à 0 °C comme le stockage de glace ou les modules d'accumulation de froid ;
- dans les installations solaires thermiques, ce qui empêche le gel en hiver de l'installation solaire à l'arrêt[3] ;
- en géothermie dans le cas d'une pompe à chaleur afin d'éviter le gel de l'eau dans les conduites ;
- dans les systèmes de refroidissement pressurisés des véhicules automobiles qui transfèrent la chaleur issue du bloc moteur [4] ;
- dans les systèmes de climatisation à eau glacée (pour éviter le gel) où elle permet d'acheminer les frigories vers les unités intérieures depuis le groupe frigorifique[5].